# 韦勒河 (威悉河支流)
52°13′16″N 8°49′40″E / 52.22111°N 8.82778°E

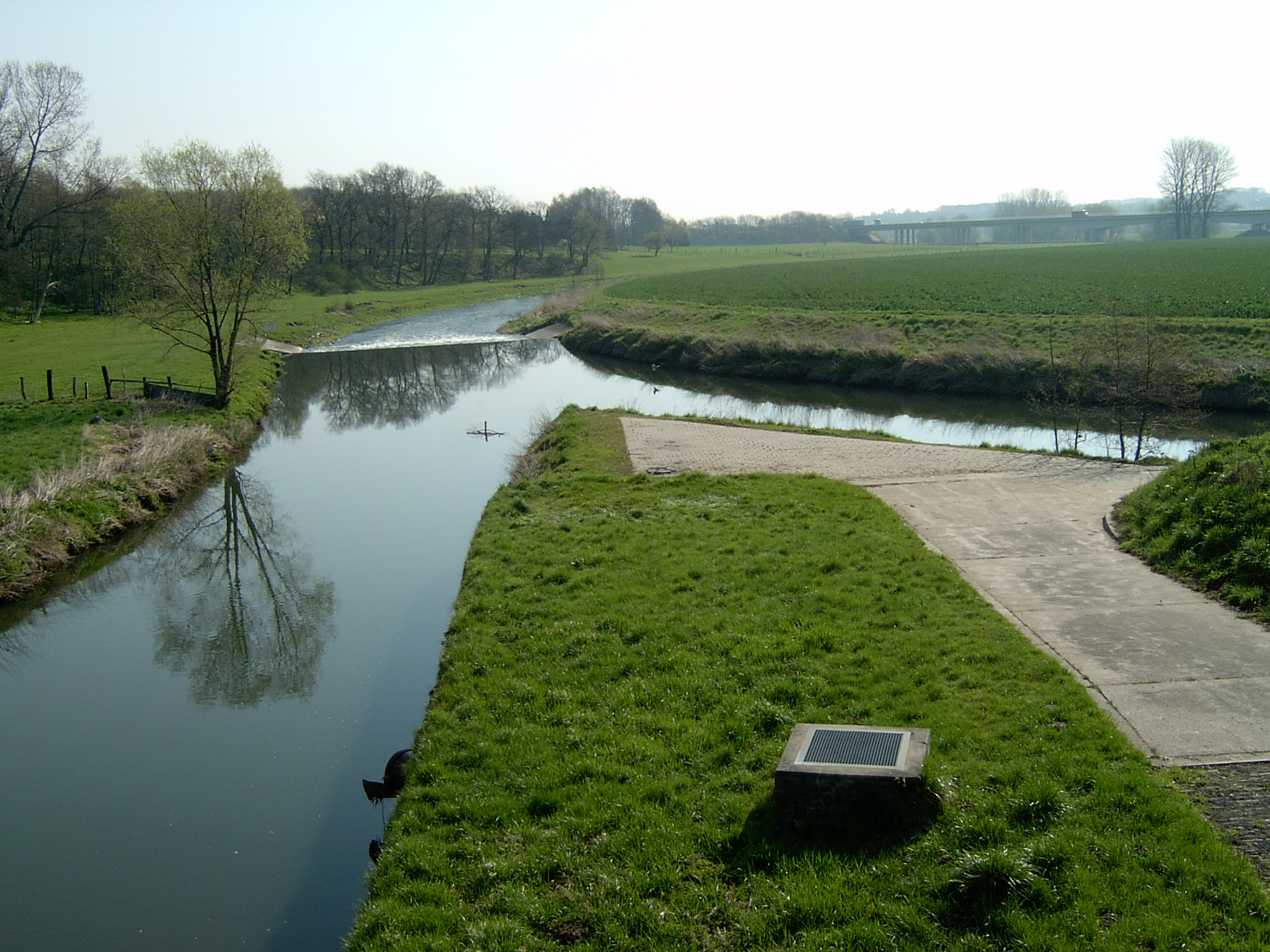

韋勒河（德語：Werre）是德國的河流，位於北萊茵-威斯特法倫州，屬於威悉河的左支流，河道全長71.9公里，流域面積1,482平方公里，發源自霍恩-巴特迈恩贝格，流經代特莫爾德、拉格、巴特萨尔茨乌夫伦、黑爾福德和勒訥，河口處在巴特恩豪森。